# Ильин, Андриан Максимович
Андриан Максимович Ильин (26 августа [8 сентября] 1903, Петергоф, Санкт-Петербургская губерния — 18 февраля 1978, Ишимбай, Башкирская АССР) — советский военачальник, полковник.

## Биография

### Довоенное время
Родился 26 августа 1903 года в городе Петергофе. Рано лишился родителей, а в войне 1914 года погибли 2 брата. До 1916 года закончил семилетнюю школьную программу. В эти годы он вместе с ровесниками посещал комитет комсомола, а позже вступил в их ряды. В 1930 году стал членом партии. Позже закончил орловские курсы пулемётчиков и вступил в I Латышский корпус стрелков. В его составе принимал участие в борьбе с Деникиным и белогвардейцами. Вылавливал диверсантов, спекулянтов, уничтожал разные банды, подрывающие молодую советскую власть.
Закончил трёхгодичную западную военную пехотную школу имени Мясникова, которая находилась в городе Смоленске.
Принимал участие во многих боевых операциях под командованием К. Е. Ворошилова и А. М. Тухачевского.
С 1919 по 1930 год занимал разные должности в военных частях.
С 1931 по 1941 год исполнял обязанности мобилизационной части Чечерского, Дубровского, Полоцкого, Гомельского военкоматов.
В 1940—1941 годах стал военкомом Жлобинского РВК.

### Великая Отечественная война
Начало Великой Отечественной войны встретил в чине майора, командиром полка 666, 153-й стрелковой дивизии Ленинградского фронта.
За годы войны получил 4 тяжёлых контузии и 3 ранения. За время нахождения на лечении закончил ускоренный курс обучения военной академии имени Фронза в Ташкенте.
После лечения воевал на 2-м Белорусском и 2-м Прибалтийском фронтах. Командовал 24 отдельной лыжной бригадой 68-й армии Северо-Западного фронта. Был заместителем комдива 7-й гвардейской стрелковой дивизии 2-го Прибалтийского фронта. В 1943 году стал комдивом 119-й гвардейской стрелковой дивизии 10-й гвардейской армии 2-го Прибалтийского фронта.
В 1947 году в звании полковника вышел в отставку из-за ранений.

### Послевоенное время
Был директором Рославльского горпромкомбината, директором сумзавода, партийным секретарем парторганизации мясокомбината города Рославля.
В 1976 году перенёс тяжелую операцию по ампутации левой ноги.
В конце 1976 года по семейным обстоятельствам его привезли в Ишимбай к дочери.
18 февраля 1978 года он умер от гангрены правой ноги. Был похоронен в городе Ишимбае с воинскими почестями.

## Семья
В 1925 году женился на Стручковой Екатерине Матвеевне.
Имел 4 детей (2 сына и 2 дочери).

## Награды
- Орден Ленина
- Орден Красного Знамени
- Орден Красного Знамени
- Орден Отечественной войны 1 степени
- Медаль «За боевые заслуги»
- Медаль «За оборону Ленинграда»
- Медаль «За победу над Германией в Великой Отечественной войне 1941—1945 гг.»
- Медаль «За доблестный труд в Великой Отечественной войне 1941—1945 гг.»
- Медаль «Тридцать лет Победы в Великой Отечественной войне 1941—1945 гг.»
- Медаль «В память 250-летия Ленинграда»
- Медаль «50 лет Вооружённых Сил СССР»
- Медаль «Ветеран Вооружённых Сил СССР»